# Conseil d'État (Tunisie)
Pour les articles homonymes, voir Conseil d'État.
Le Conseil d'État est un organe judiciaire tunisien créé par l'article 69 de la Constitution du 1er juin 1959 et supprimé par la Constitution du 10 février 2014. Il se compose du Tribunal administratif et de la Cour des comptes.
La loi détermine l'organisation du conseil et de ces deux organes. Il en fixe la compétence et la procédure applicable.